# Horst Heynert
Horst Heynert (* 1921 (angegeben wird auch 1933); † 2000) war ein deutscher Bioniker und Botaniker. 

## Leben
Vor seiner akademischen Karriere absolvierte Horst Heynert eine Gärtnerlehre. Nach 1945 erlangte er in einer Arbeiter-und-Bauern-Fakultät die Hochschulreife und nahm ein Studium der Biologie auf, das er 1958 mit dem Diplom abschloss. Er wurde 1962 an der Friedrich-Schiller-Universität Jena mit der Dissertation Geobotanische Untersuchungen im hohen Westerzgebirge. Ein Beitrag zur Geobotanik des Westerzgebirges promoviert. 1966 habilitierte er sich an der gleichen Universität mit der Arbeit Ergebnisse der geobotanischen Landesaufnahme der Meßtischblattbereiche Altenberg, Klingenthal und Oberwiesenthal. Danach bekam er einen Ruf auf die Professur für Bionik an der Sektion Informationstechnik der TH Karl-Marx-Stadt. Er war von 1971 bis 1976 Vorsitzender der Gesellschaft zur Verbreitung wissenschaftlicher Kenntnisse (Urania) im Bezirk Karl-Marx-Stadt und Mitglied des Präsidiums und zeitweiliger Vizepräsident der Urania in der DDR. Er war Mitglied der SED.

## Schriften
- Das Pflanzenleben des hohen Westerzgebirges. Th. Steinkopff, Dresden/Leipzig 1964.
- Blühende Bergheimat. Urania-Verlag, Leipzig 1971.
- Einführung in die allgemeine Bionik. Berlin 1972.
- Grundlagen der Bionik. Hüthig, Heidelberg 1976.
- Zwischen Ostsee und Erzgebirge. Edition Leipzig, 1981.
- (gemeinsam mit Wolfram Scheibe und Volker Wahl): Tourist Wanderatlas Rennsteigwanderung. 1. Auflage. 1985.
- Die Pflanzenwelt Europas. Streifzüge durch Florengebiete. Landbuch, Hannover 1986.
- Plädoyer für die Pflanzenwelt. Treptower Verl.-Haus, Berlin 1990.